# Jacob Carstensen
Jacob Carstensen (Kastrup, 10 september 1978) is een gewezen internationaal topzwemmer uit Denemarken, die vanaf het midden van de jaren negentig van de 20e eeuw furore maakte op de vrije slag. In 1997 behaalde hij de wereldtitel op de 400 meter vrije slag bij de wereldkampioenschappen kortebaan (25 meter) in Göteborg. Carstensen vertegenwoordigde Denemarken op drie opeenvolgende Olympische Spelen, te beginnen in 1996 (Atlanta).